# El Agostadero, Jalisco
El Agostadero är en ort i Mexiko.   Den ligger i kommunen Pihuamo och delstaten Jalisco, i den södra delen av landet, 400 km väster om huvudstaden Mexico City. El Agostadero ligger 507 meter över havet och antalet invånare är 126.
Terrängen runt El Agostadero är kuperad norrut, men söderut är den bergig. El Agostadero ligger nere i en dal. Runt El Agostadero är det glesbefolkat, med 18 invånare per kvadratkilometer. Närmaste större samhälle är Pihuamo, 11,6 km norr om El Agostadero. I omgivningarna runt El Agostadero växer huvudsakligen savannskog.